# Crocosmia aurea
Crocosmia aurea és una espècie de planta fanerògama de la família de les Iridàcies que es caracteritza per assolir mides d'aproximadament uns 12 dm de longitud i posseir fulles de 20 a 30 mm d'amplitud al costat de flors que superen els 40 mm de diàmetre. Solen habitar en colònies de grans dimensions a boscos, marges d'aquests i rius. Pot trobar-se a llocs com Limpopo, Mpumalanga o Eswatini.

## Usos
Les llavors d'aquesta planta solen ser ingerides per les aus, mentre que els seus bulbs són part de la dieta de porcs salvatges.
A la medicina tradicional aquesta planta s'utilitza per curar la disenteria.

## Cultiu
Per conrear poden usar-se les seves llavors, o esperar a la seva època de creixement, moment en el qual poden usar-se els bulbs que aquesta desenvolupa per obtenir més plantes.
Les llavors han de plantar-se en un entorn càlid i humit, i controlar el seu creixement, ja que per un descuit poden acabar convertint-se en elements invasors.
Els bulbs també s'han de plantar en un entorn similar al de les llavors, però aquests han d'estar a 4 cm de profunditat i 20 cm de separació. En general, la millor època per plantar sol ser a l'agost o principis de setembre. Triguen dos anys a florir.

## Galeria

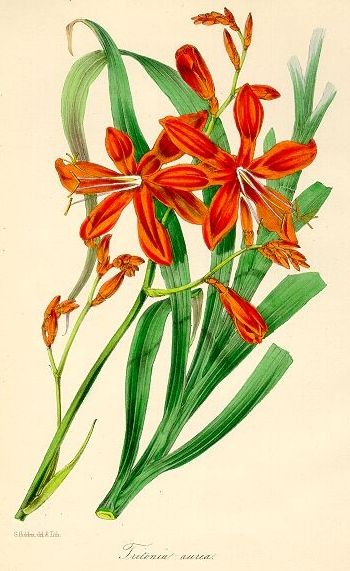
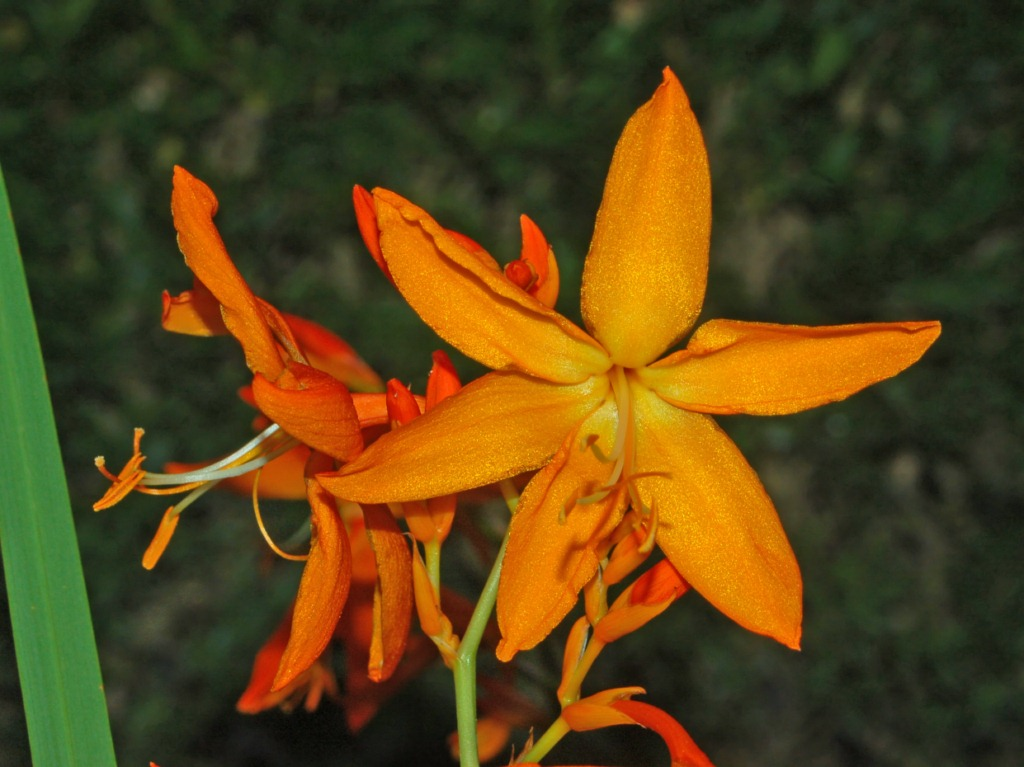
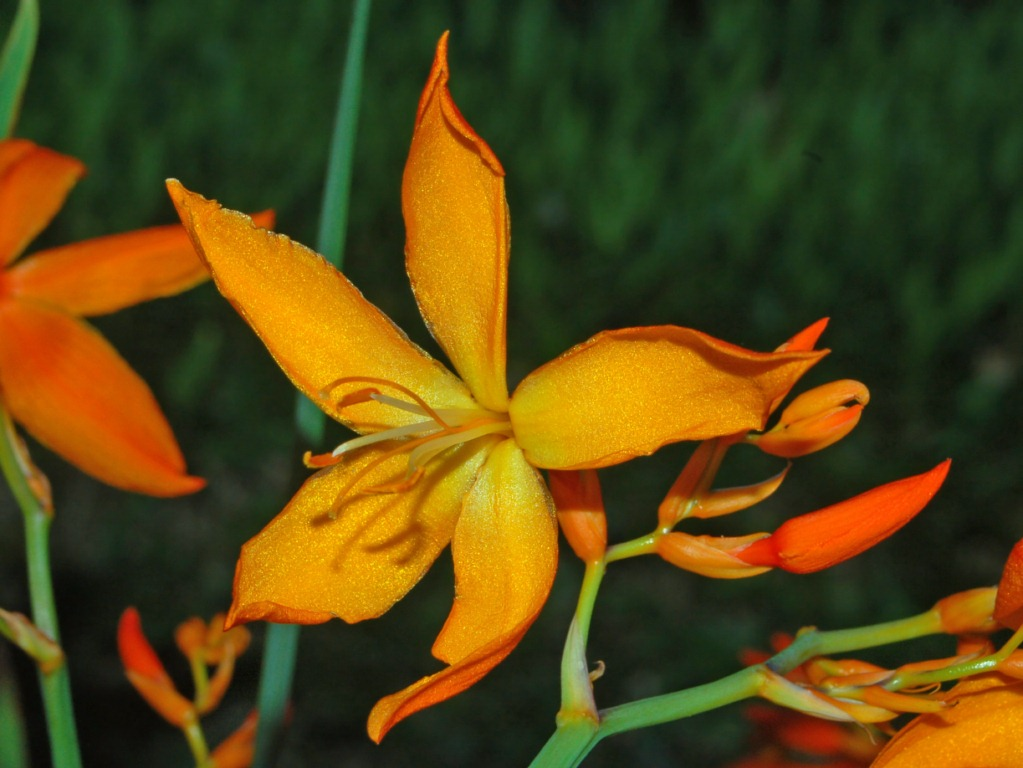
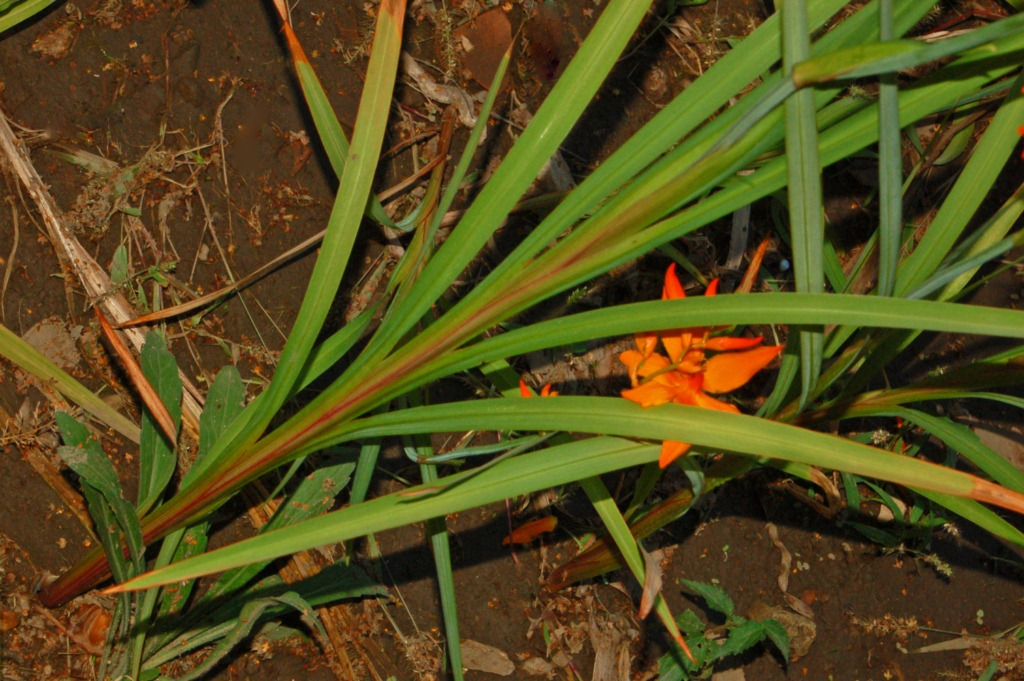
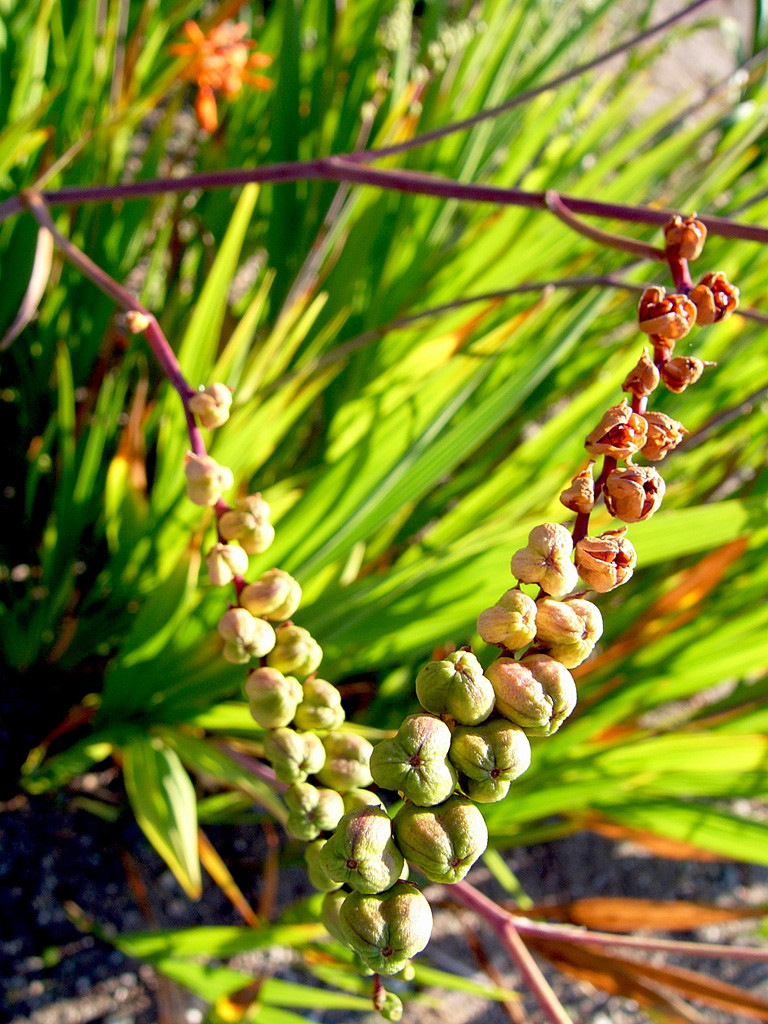